# Fran Baša
Fran Baša, slovenski odvetnik, * 11. september 1901, Ilirska Bistrica, † 18. junij 1972, Trst.
Po končani osnovni šoli v rojstnem kraju je obiskoval gimnazijo v Ljubljani in visoko trgovsko šolo na Dunaju ter po 1. svetovni vojni končal študij prava na Univerzi v Padovi. Najprej je bil odvetnik v rojstnem kraju, po 2. svetovni vojni pa se je preselil v Trst, kje je v slovenskih in italijanskih odvetniških ter sodnih krogih slovel kot odličen pravnik. Bil je zaveden Slovenec. S strokovnim znanjem je nesebično pomagal slovenski manjšini v manjšinsko-političnih zadevah bodisi z nasveti kakor tudi s sestavljanjem najrazličnejših vlog. 